# Jüdische Gemeinde Schalbach

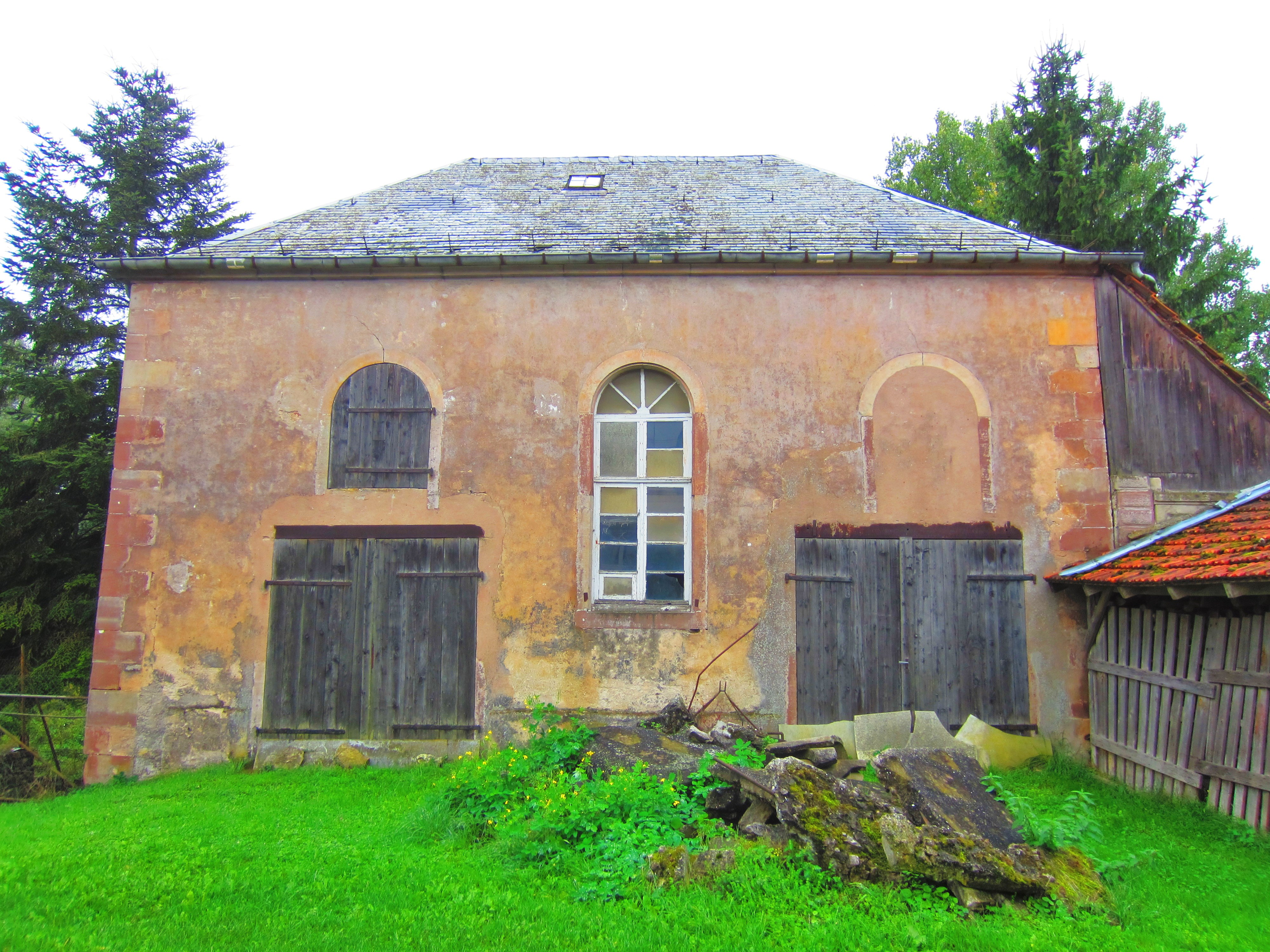
Synagoge in Schalbach

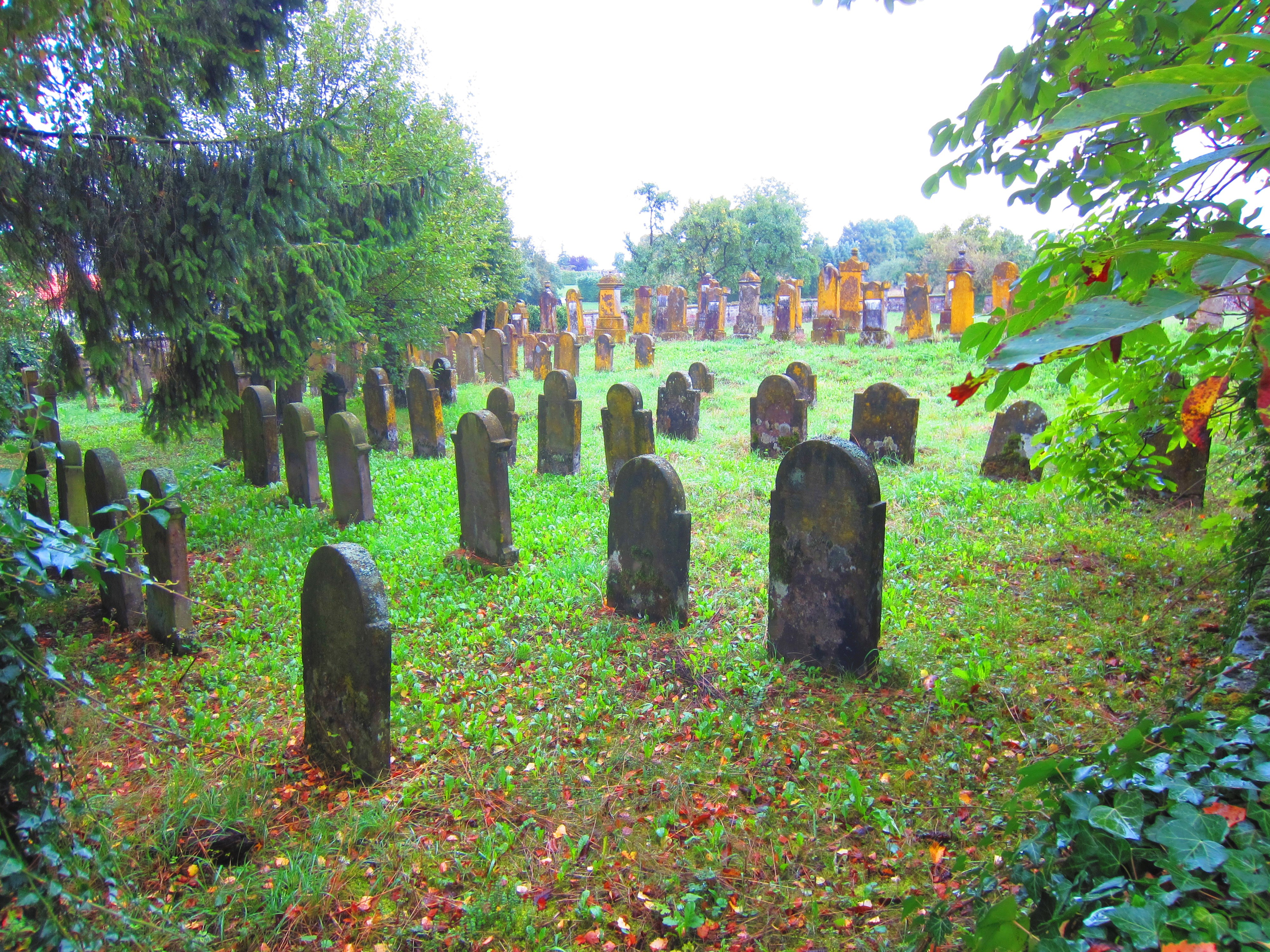
Jüdischer Friedhof in Schalbach

Eine Jüdische Gemeinde in Schalbach, einer französischen Gemeinde im Département Moselle in Lothringen, gab es bereits seit dem Ende des 18. Jahrhunderts.

## Geschichte
Die jüdische Gemeinde von Schalbach errichtete 1802 in der Rue des Juifs (Judengasse) eine Synagoge, die heute als Garage genutzt wird.  Der Toraschrein ist noch vorhanden und ebenso die originalen Fenster.  1945 wurde die Synagoge an einen Privatmann verkauft. Die jüdische Gemeinde gehörte ab 1808 zum israelitischen Konsistorialbezirk Metz.

## Friedhof
Der jüdische Friedhof von Schalbach befindet sich 137, rue des Juifs. Das letzte Begräbnis fand 1938 statt.